# 长柱茅膏菜
长柱茅膏菜（学名：Drosera oblanceolata）是茅膏菜科茅膏菜属的植物，为中国的特有植物。分布于中国大陆的广西、广东等地，目前尚未由人工引种栽培。